# Brazilië op het wereldkampioenschap strandvoetbal 2008
Brazilië is een van de deelnemende landen op het Wereldkampioenschap strandvoetbal 2008 in Marseille. Het is de vierde maal dat ze meedoen sinds het WK onder auspiciën van de FIFA staat

## Wedstrijden op het Wereldkampioenschap
Brazilië werd ingedeeld in Groep D, samen met Spanje, Japan en Mexico. Deze groep werd door de Brazilianen gewonnen. Daarna versloegen ze Rusland in de Kwartfinales, Portugal in de Halve Finales en Italië in de Finale. Hierdoor kroonde Brazilië zichzelf als wereldkampioen.

### Groepsfase
| Team     | G | W | P | V | Voor | Tegen | Saldo | Punten |
| -------- | - | - | - | - | ---- | ----- | ----- | ------ |
| Brazilië | 3 | 3 | 0 | 0 | 18   | 4     | +14   | 9      |
| Spanje   | 3 | 2 | 0 | 1 | 10   | 5     | +5    | 6      |
| Mexico   | 3 | 1 | 0 | 2 | 6    | 12    | -6    | 3      |
| Japan    | 3 | 0 | 0 | 3 | 5    | 18    | -13   | 0      |

 Brazilië 3-2  Spanje
 Japan 1-8  Brazilië
 Brazilië 7-1  Mexico

### Kwartfinale
Brazilië 6-4  Rusland

### Halve Finale
Portugal 4-5  Brazilië

### Finale
Brazilië 5-3  Italië

## Selectie
| No. | Naam         | Positie    |
| 1.  | Mao          | Doelman    |
| 2.  | Duda         | Verdediger |
| 3.  | Bueno        | Verdediger |
| 4.  | Betinho      | aanvaller  |
| 5.  | Daniel       | Verdediger |
| 6.  | Bruno        | aanvaller  |
| 7.  | Sidney       | aanvaller  |
| 8.  | Junior Negao | Verdediger |
| 9.  | Andre        | Verdediger |
| 10. | Benjamin     | aanvaller  |
| 11. | Buru         | aanvaller  |
| 12. | Wagner       | Doelman    |

Bondscoach:  Brazilië Alexandre Soares